# Mesopsis indicus
Mesopsis indicus är en insektsart som först beskrevs av Prasad 1956.  Mesopsis indicus ingår i släktet Mesopsis och familjen gräshoppor. Inga underarter finns listade i Catalogue of Life.